# Cannabis
Cannabis é um gênero de angiospermas que inclui três variedades diferentes: Cannabis sativa, Cannabis indica e Cannabis ruderalis. Estes três táxons são nativos do Centro e do Sul da Ásia. A Cannabis tem sido muito utilizada para a fabricação de fibras (cânhamo), para sementes e óleos de sementes, para fins medicinais e como droga psicoativa. Os produtos industriais de cânhamo são feitos a partir de plantas de Cannabis selecionadas para produzir uma grande quantidade de fibras. Para cumprir a Convenção de Narcóticos da ONU, algumas cepas de cannabis foram criadas para produzir níveis mínimos de THC, o principal constituinte psicoativo responsável pelo "barato" associado com a maconha, que consiste em flores secas de plantas de cannabis criadas de forma selecionada para produzir altos níveis de THC e de outros canabinoides psicoativos. Diversos produtos derivados, incluindo extratos de haxixe, são também produzidos a partir da planta.

## Etimologia
A palavra cannabis vem do grego κάνναβις (kánnabis)) (cannabis em latim), que é originário de palavras das citas ou do trácio. O termo está relacionado com a palavra persa kanab. Em hebraico moderno, קַנַּבּוֹס qannabōs é usado, mas מַעֲלֶה עָשָׁן maʿăleh ʿāšān (portador de fumo) é o termo antigo. O termo qunnabtu do acadiano antigo e qunnabu do neoassírio e neobabilônico eram os termos usados para se referir a planta e que significa "uma maneira de produzir fumaça".

## Descrição
Cannabis é uma erva anual, dioica e angiospérmica. As folhas são compostas em forma de palmeira ou digitadas, com folíolos serrilhados. O primeiro par de folhas geralmente tem um folíolo único, que cresce gradualmente até um máximo de cerca de treze folíolos por folha (normalmente sete ou nove), dependendo da variedade e das condições de crescimento. No topo de uma planta angiosperma, a quantidade diminui de novo para um folíolo único por folha. Os pares de folhas inferiores geralmente ocorrem em um arranjo de folhas opostas e os pares de folhas superiores em um arranjo alternativo na haste principal de uma planta madura.

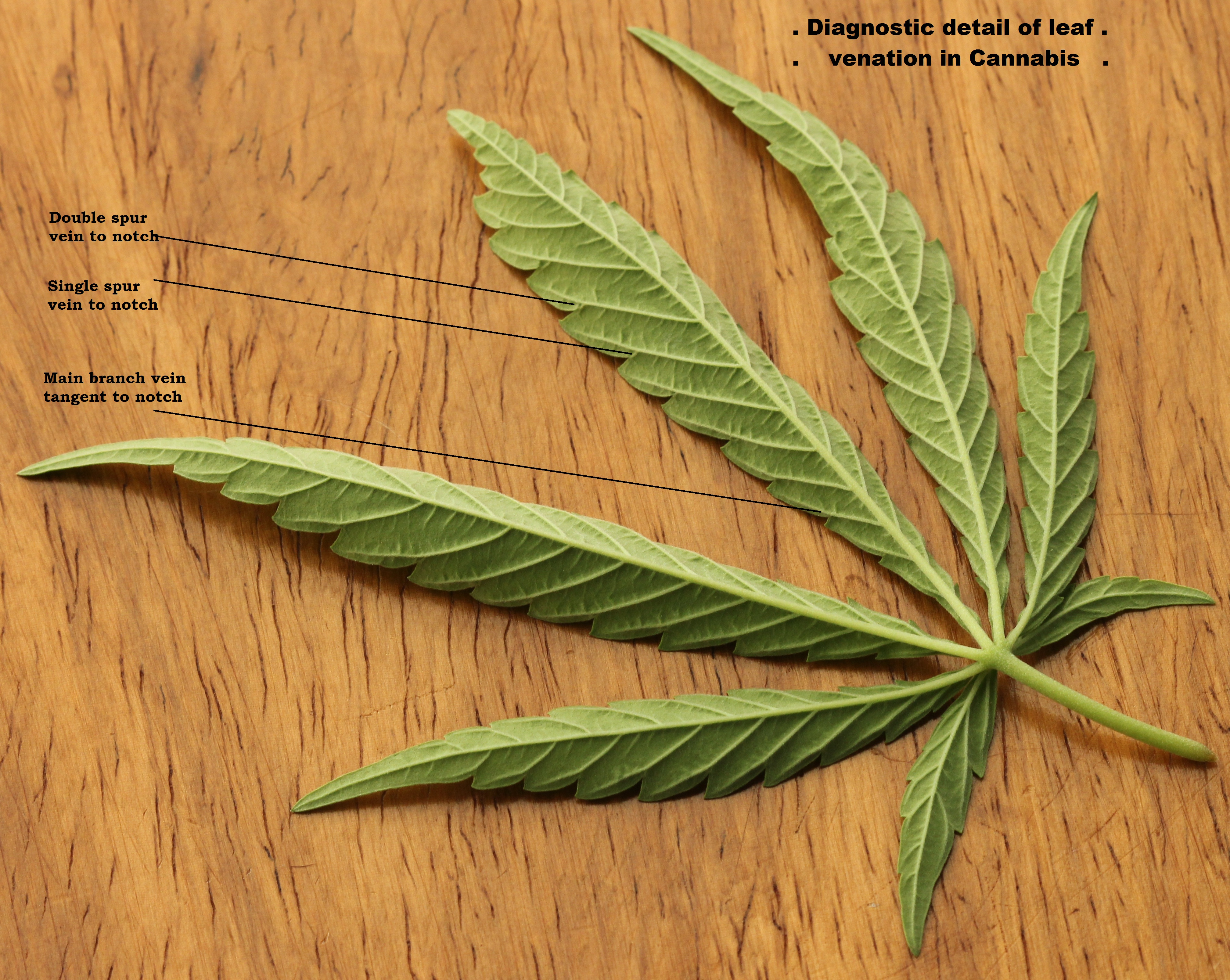
Inferior da folha de Cannabis sativa, mostrando um diagnóstico de venação

As folhas têm um padrão de venação peculiar que permite que pessoas não familiarizadas com a planta possam distinguir uma folha de uma das espécies de Cannabis, que têm folhas confusamente similares (ver ilustração). Como é comum em folhas dentadas, cada uma tem uma veia central serrilhada estendendo-se até a ponta. Este padrão de venação varia ligeiramente entre as variedades, mas, em geral, é possível observar folhas de cannabis superficialmente semelhantes sem dificuldade e sem equipamento especial. Pequenas amostras de plantas de cannabis também podem ser identificadas com precisão pelo exame microscópico de células da folha e de características semelhantes, mas que exigem conhecimentos e equipamentos especiais.
A Cannabis normalmente tem flores imperfeitas, com estames "masculinos" e pistilos "femininos" que ocorrem em plantas separadas. Não é incomum, no entanto, que plantas individuais possam suportar tanto flores masculinas e femininas. "Há muito tempo, os chineses classificaram a planta Cannabis como dioica" e o dicionário Erya (século III a.C.) define xi 枲 como "Cannabis macho" e fu 莩 (ou ju 苴) como "Cannabis fêmea".

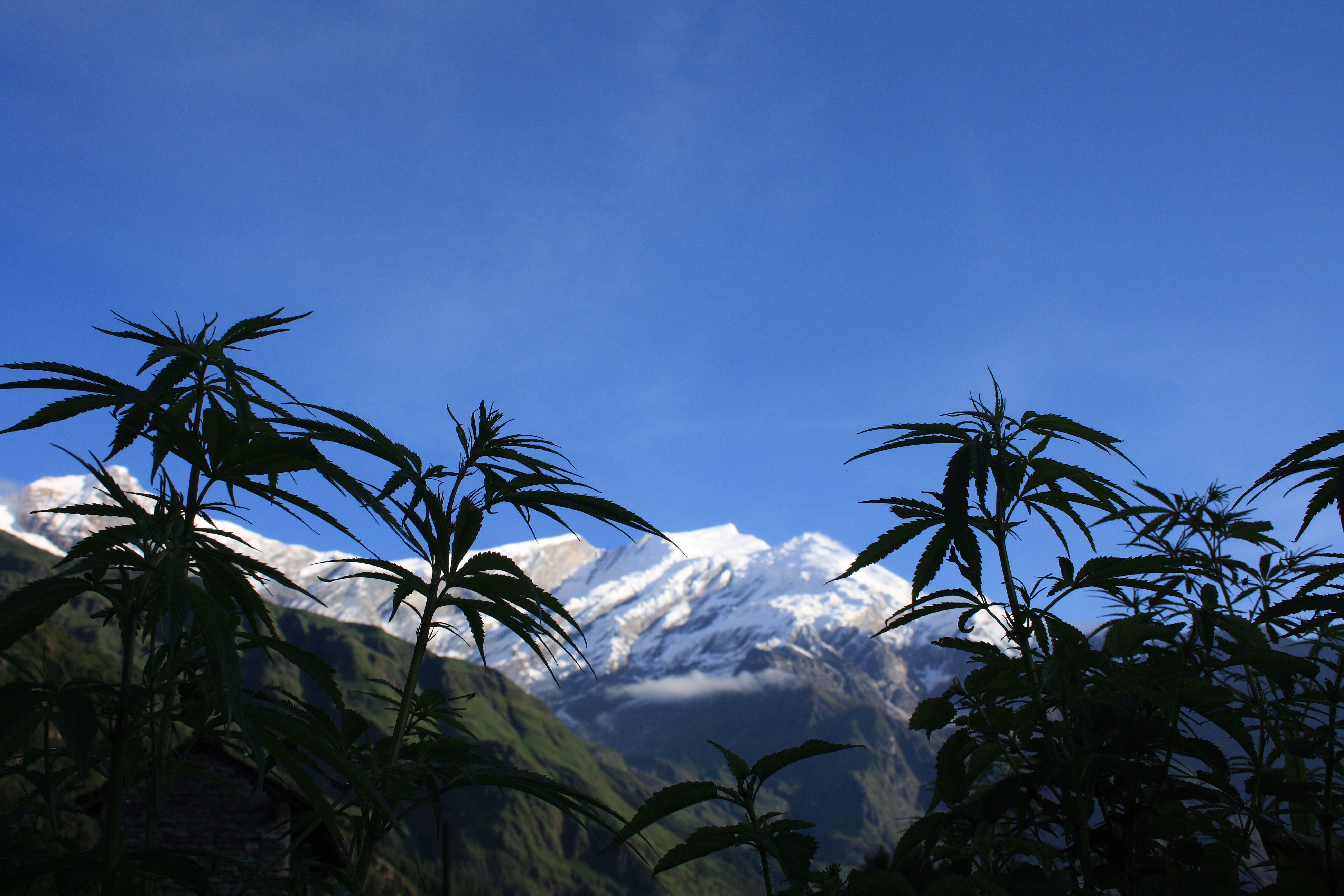
Cannabis crescendo como erva daninha no sopé do Dhaulagiri, Himalaias

Todas as cepas conhecidas de Cannabis são polinizadas pelo vento e o fruto é um aquênio. A maioria das cepas de Cannabis são plantas de dias curtos, com a possível exceção da C. sativa subsp. sativa var. spontanea (= C. ruderalis), que é comumente descrita como possuidoras de "auto-floração" e podem ser plantas neutras em relação ao dia.
A Cannabis, como muitos outros organismos, é diploide, com um complemento cromossômico de 2n = 20, embora certos indivíduos poliploides já tenham sido artificialmente produzidos. A primeira sequência do genoma da Cannabis, que é estimada em 820 megabases de tamanho, foi publicado em 2011 por uma equipe de cientistas canadenses. Acredita-se que a planta originou-se no noroeste das regiões montanhosas do Himalaias. Ela também é conhecida como cânhamo, embora este termo seja usado frequentemente para se referir apenas às variedades de Cannabis cultivadas para uso industrial e não em drogas recreativas. As plantas de Cannabis produzem um grupo de substâncias químicas chamadas canabinoides, que produzem efeitos físicos e mentais quando consumidos.[carece de fontes?]
Canabinoides, terpenoides e outros compostos são secretados por tricomas glandulares que ocorrem mais abundantemente sobre os cálices florais e brácteas das plantas femininas. Como uma droga, geralmente vem em forma de botões de flores secas (maconha), resina (haxixe) ou vários extratos conhecidos coletivamente como o óleo de haxixe. No início do século XX, tornou-se ilegal na maior parte do mundo cultivar ou possuir maconha para venda ou uso pessoal.[carece de fontes?]

## Cepas e variedades

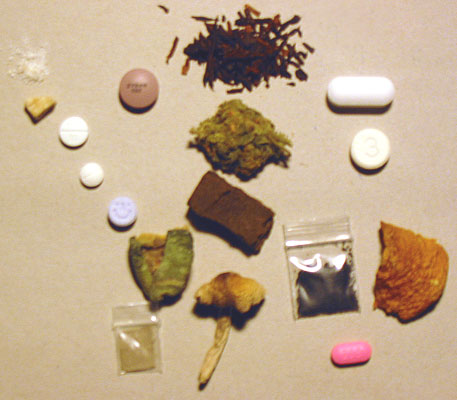
Algumas das drogas psicoativas mais consumidas, entre elas a Cannabis e o haxixe (centro).

As variedade de Cannabis são variedades puras ou híbridas do gênero vegetal Cannabis, que engloba as espécies C. sativa, C. indica e C. ruderalis. As variedades são desenvolvidas para intensificar características específicas da planta, ou para diferenciar a cepa para fins de comercialização ou para torná-la mais eficaz como medicamento . Os nomes das variedades são geralmente escolhidos por seus produtores e geralmente refletem as propriedades da planta, como sabor, cor, cheiro ou origem da variedade. As cepas de Cannabis referidas neste artigo são principalmente as variedades com uso recreativo e medicinal . Essas variedades foram cultivadas para conter uma alta porcentagem de canabinoides. Várias variedades de cannabis, conhecidas como cânhamo, têm um teor de canabinóides muito baixo e, em vez disso, são cultivadas por suas fibras e sementes.[carece de fontes?]
Além das variedades indica, sativa e ruderalis puras, variedades híbridas com proporções variadas desses três tipos são comuns, como o híbrido White Widow, que tem cerca de 60% de indica e 40% de ancestralidade sativa . Essas variedades híbridas exibem características de ambos os tipos parentais. Existem também híbridos mestiços comerciais que contêm uma mistura de ambos os genes ruderalis, indica ou sativa, e geralmente são variedades autoflorescentes . Essas variedades são criadas principalmente para o mercado de cannabis medicinal, uma vez que não são muito apreciadas pelos usuários recreativos de cannabis porque as variedades ruderalis são mais baixas em THC e conferem um sabor ligeiramente desagradável. "Lowryder" foi um híbrido autoflorescente precoce que manteve o comportamento de floração das plantas ruderalis, ao mesmo tempo em que produzia quantidades apreciáveis de THC e CBD . As variedades de canábis autoflorescentes têm a vantagem de serem discretas devido à sua pequena estatura. Eles também exigem períodos de crescimento mais curtos, além de terem a vantagem adicional de não dependerem de uma mudança no fotoperíodo para determinar quando florescer.[carece de fontes?]
A reprodução requer a polinização de uma planta feminina de cannabis com pólen masculino. Embora isso ocorra de forma espontânea e onipresente na natureza, a criação intencional de novas variedades geralmente envolve reprodução seletiva em um ambiente controlado.[carece de fontes?]

## Taxonomia

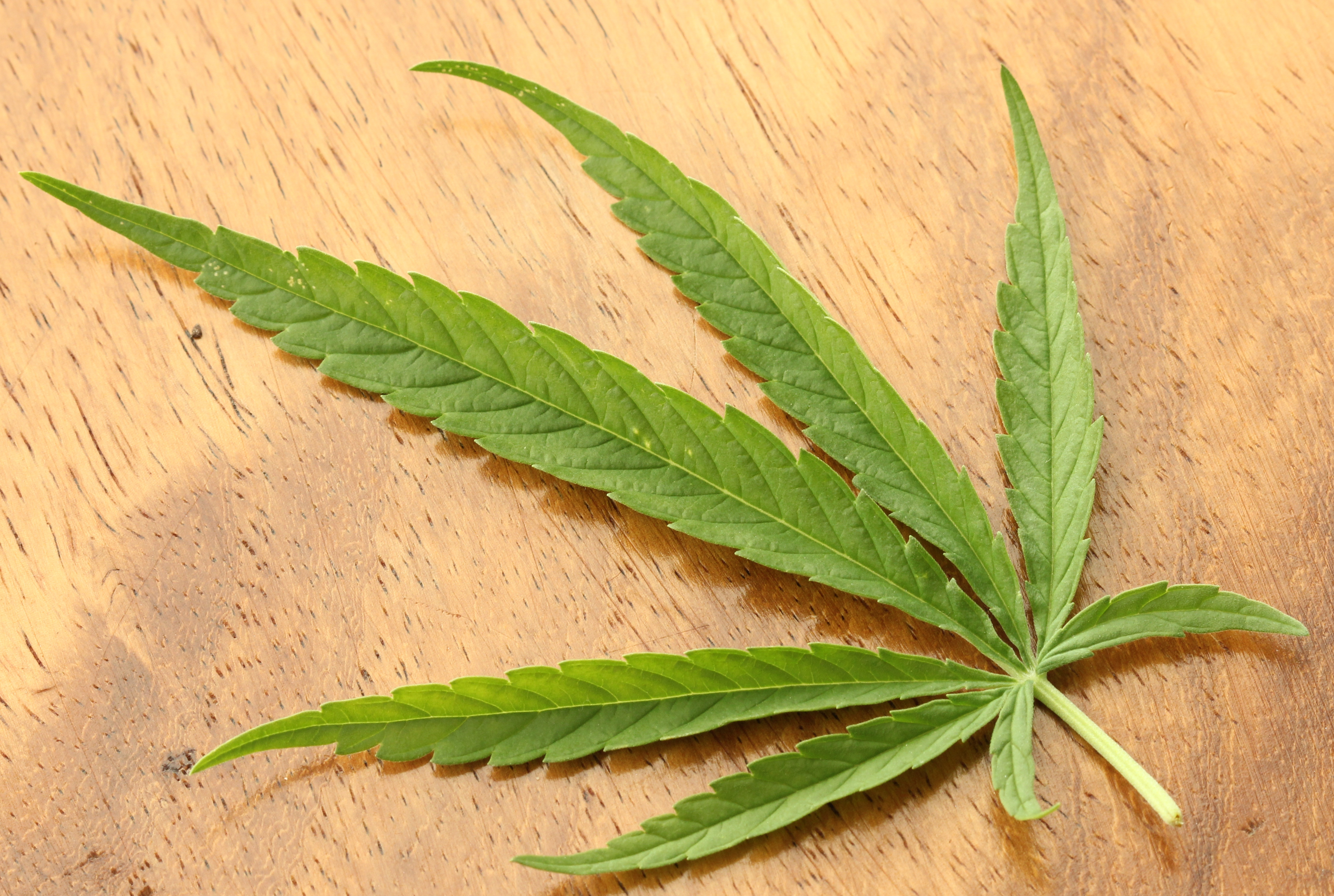
Folhas de Cannabis sativa, aspecto dorsal

O gênero Cannabis já foi anteriormente classificado dentro das famílias Urtiga (Urticaceae) ou Morus (Moraceae) e mais tarde junto com o gênero dos lúpulos (Humulus), em uma família separada, a do cânhamo (Cannabaceae stricto sensu). Recentes estudos filogenéticos baseados na análise de uma área restrita de cpDNA e do sequenciamento genético sugerem fortemente que a Cannabaceae surgiu de dentro da família anterior Celtidaceae e que as duas famílias devem ser fundidas para formar uma única família monofilética, a Cannabaceae lato sensu.
Vários tipos de Cannabis têm sido descritos e classificados de diversas formas como espécies, subespécies ou variedades:
- plantas cultivadas para a produção de fibras e de sementes, descritas como de baixa toxicidade ou de fibra.
- plantas cultivadas para a produção de drogas, descritas como de alta toxicidade ou tipos de droga.
- escapadas e formas hibridizadas, ou a forma selvagem de qualquer um dos tipos acima.

As plantas Cannabis produzem uma família única de compostos terpeno-fenólicos chamados canabinoides, que produzem os "baratos" experimentados por usuários de maconha. Os dois canabinoides geralmente produzidos em maior abundância são o canabidiol (CBD) e/ou Δ9-tetrahidrocanabinol (THC), mas apenas o THC é psicoativo. Desde os anos 1970, as plantas Cannabis foram classificadas por seu fenótipo químico ou "quimiotipo", com base na quantidade total de THC produzida e na relação THC/CBD. Embora a produção global de canabinoides seja influenciada por fatores ambientais, a relação de THC/CBD é determinada geneticamente e permanece fixa durante toda a vida de uma planta. Plantas que não são usadas como drogas produzem níveis relativamente baixos de THC e altos níveis de CBD, enquanto as plantas voltadas para o uso como drogas produzem altos níveis de níveis de THC e baixos de CBD . Quando as plantas destes dois quimiotipos têm sua polinização cruzada, as plantas da primeira geração (F1) tem um quimiotipo filial intermediário e produzem quantidades semelhantes de CBD e THC. As plantas femininas deste quimiotipo podem produzir THC suficiente para ser utilizado para a produção de drogas.

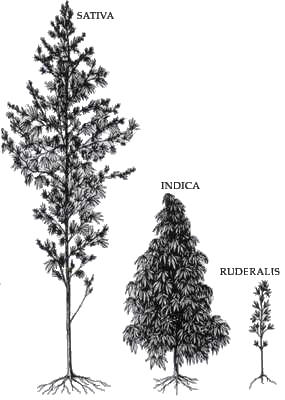
Tipos de cannabis

Se os tipos de Cannabis voltadas para uso como droga ou para outros usos, cultivados e selvagens, constituem uma única espécie altamente variável ou se o gênero é politípico com mais de uma espécie, tem sido tema de discussão há mais de dois séculos. Esta é uma questão controversa, porque não há uma definição universalmente aceita de espécie. Um critério amplamente aplicado para o reconhecimento de espécies é que elas são "grupos de populações que efetiva ou potencialmente se cruzam naturalmente e que são reprodutivamente isolados de outros grupos". As populações que são fisiologicamente capazes de cruzar, mas morfologicamente ou geneticamente divergentes e isoladas pela geografia ou ecologia, às vezes são considerados espécies distintas.Barreiras fisiológicas para a reprodução não são conhecidas por ocorrer dentro do gênero Cannabis e as plantas de origens muito divergentes são interférteis. No entanto, as barreiras físicas para a troca de genes (como a cordilheira dos Himalaias) podem ter habilitado conjuntos de genes divergentes de Cannabis antes do início da intervenção humana, resultando em especiação. Ainda permanece controverso se existe divergência morfológica e genética suficiente dentro do gênero como resultado do isolamento geográfico ou ecológico que justifique o reconhecimento de mais de uma espécie dentro dessa classe de plantas.

### Diferença entreCannabis indicaeCannabis sativa
A Cannabis indica pode ter uma relação CBD/THC de 4 a 5 vezes maior que a Cannabis sativa. As cepas de cannabis com índices de CBD/THC relativamente altos são menos propensas a induzir à ansiedade, do que ao contrário. Isto pode acontecer devido a efeitos antagonistas do CBD nos receptores de canabinoides, em comparação ao efeito do THC agonista parcial. O CBD também é um agonista do receptor 5-HT1A, o que também pode contribuir para um possível efeito ansiolítico. Isto provavelmente significa que as altas concentrações de CBD encontrados na Cannabis indica uma significativa mitigação do efeito ansiogênico do THC. Os efeitos da sativa são bastante conhecidos por suas altas cerebral, portanto utilizada durante o dia como maconha medicinal, enquanto os efeitos da indica são conhecidos por seus resultados sedativos e, portanto, é mais utilizada preferencialmente durante a noite como medicamento.

### Primeiras classificações
O gênero Cannabis foi classificado utilizando o "moderno" sistema taxonômico de nomenclatura de Carolus Linnaeus de 1753, que desenvolveu o sistema que ainda está em uso para a nomeação de espécies. Ele considerou que o gênero era monotípico, tendo apenas uma única espécie que deu o nome de Cannabis sativa L. (L. significa Linnaeus e indica a autoridade sob o primeiro nome da espécie). Linnaeus estava familiarizado com o cânhamo europeu, que era amplamente cultivado na época. Em 1785, observou o biólogo evolucionista Jean-Baptiste de Lamarck publicou uma descrição de uma segunda espécie de maconha, que ele chamou de Cannabis indica Lam. Lamarck baseou a sua descrição da espécie recém-nomeada em amostras de plantas coletadas na Índia. Ele descreveu a C. indica como tendo menor qualidade de fibra do que a C. sativa, mas um maior potencial como inebriante. Espécies adicionais de Cannabis foram propostas no século XIX, incluindo estirpes da China e do Vietnã (Indochina) das quais foram atribuídos os nomes Cannabis chinensis Delile, and Cannabis gigantea Delile ex Vilmorin. No entanto, muitos taxonomistas classificaram essas espécies putativos como difíceis de distinguir de outras. No início do século XX, o conceito de uma única espécie ainda era amplamente aceito, exceto na União Soviética, onde a cannabis continuou a ser um ativo objeto de estudo taxonômico. O nome Cannabis indica foi listada em várias farmacopeias e foi amplamente utilizado para designar a Cannabis adequada para a fabricação de medicamentos.

## Uso
| Produto                                                                                    | Composição                                             | Teor de delta9 (THC)   | Modo de uso                                                                      |
| ------------------------------------------------------------------------------------------ | ------------------------------------------------------ | ---------------------- | -------------------------------------------------------------------------------- |
| Maconha (Brasil), Kif (Marrocos), Dagga (África do Sul), Marijuana, Grass (Estados Unidos) | Vegetal em sua totalidade.                             | 1 a 3%                 | Fumo através de cigarros. Cada cigarro contém em média 0,5 a 1,0 g da erva       |
| Hash oil ou óleo de haxixe                                                                 | Extraido com solventes orgânicos ou destilação.        | até 60%                | Fumo através de cigarros. Geralmente misturado com a própria erva ou com tabaco. |
| Haxixe, Charas (Índia)                                                                     | Resina seca da inflorescência.                         | 1,4 a 18,8%            | Fumo através de cachimbos.                                                       |
| Sinsemilla, Seedless marijuana (Califórnia, Estados Unidos)                                | Plantas floridas femininas que não tiveram polinização | Cerca de 5%            | Fumo através de cigarros.                                                        |
| Ganja (Índia)                                                                              | Resina composta por folhas e inflorescências.          | Aproximadamente 3%     | Adicionada a doces ou bebidas, também é fumada.                                  |
| Bhang                                                                                      | Folhas secas e inflorescências de plantas sem cultivo  | Igual à maconha        | Bebida na forma de decocção.                                                     |
| Skunk                                                                                      | Cruzamento da Cannabis sativa e Cannabis indica        | Por volta de 25% a 30% | Fumo através de cigarros.                                                        |

### Uso medicinal
A Cannabis possui efeito antiemético, podendo ser usado no alívio do enjoo e depressão relacionados com o câncer. Pode também ser usada como analgésico. Alguns estudos mostram que é capaz de reduzir significativamente a pressão intraocular e o fluxo lacrimal em pacientes com glaucoma, embora o efeito seja de pouca duração.[carece de fontes?]
O CBD inibe várias convulsões em animais experimentais e humanos. A Food and Drug Administration (FDA) aprovou um medicamento baseado em CBD para o tratamento de duas formas de epilepsia grave na infância, a síndrome de Dravet e a síndrome de Lennox Gasas. No entanto, o mecanismo exato de seu efeito antiepilético in vivo ainda é desconhecido.
Aprovou também o Nabiximols (Sativex) para o tratamento da espasticidade e dor neuropática que podem acompanhar a esclerose múltipla. Este fármaco combina o THC com canabidiol (CBD).[carece de fontes?]

### Uso comercial
A Cannabis e outras plantas da mesma família produzem uma fibra extremamente forte que é usada na fabricação de linhas e papel. De suas sementes extrai-se um óleo que pode ser usado como combustível. Além disso, existe o uso medicinal ja que o psicoativo tetra-hidrocanabinol possui propriedades variadas.[carece de fontes?]
Atualmente se tem o conhecimento de que o uso do cânhamo na produção de produtos industrializados em geral, é alternativa ecológica emergente. Muitas empresas estão em busca de produtos mais ecológicos e menos poluentes, encontrando na Cannabis uma importante ferramenta para a mudança de cenário. Conforme estudo realizado pela indústria de papel, conseguiu-se provar que, em uma mesma área e em um mesmo período de tempo, é possível produzir até 3 vezes mais papel de cannabis do que na área de produção de papel de árvores. Também se tem conhecimento de indústrias de fraldas para bebês, que gostariam de produzir fraldas mais ecológicas no Brasil, porém o setor da indústria é impedido de tal atitude ecológica devido as leis contra o cânhamo no país.[carece de fontes?]